# Elegant Gothic Aristocrat

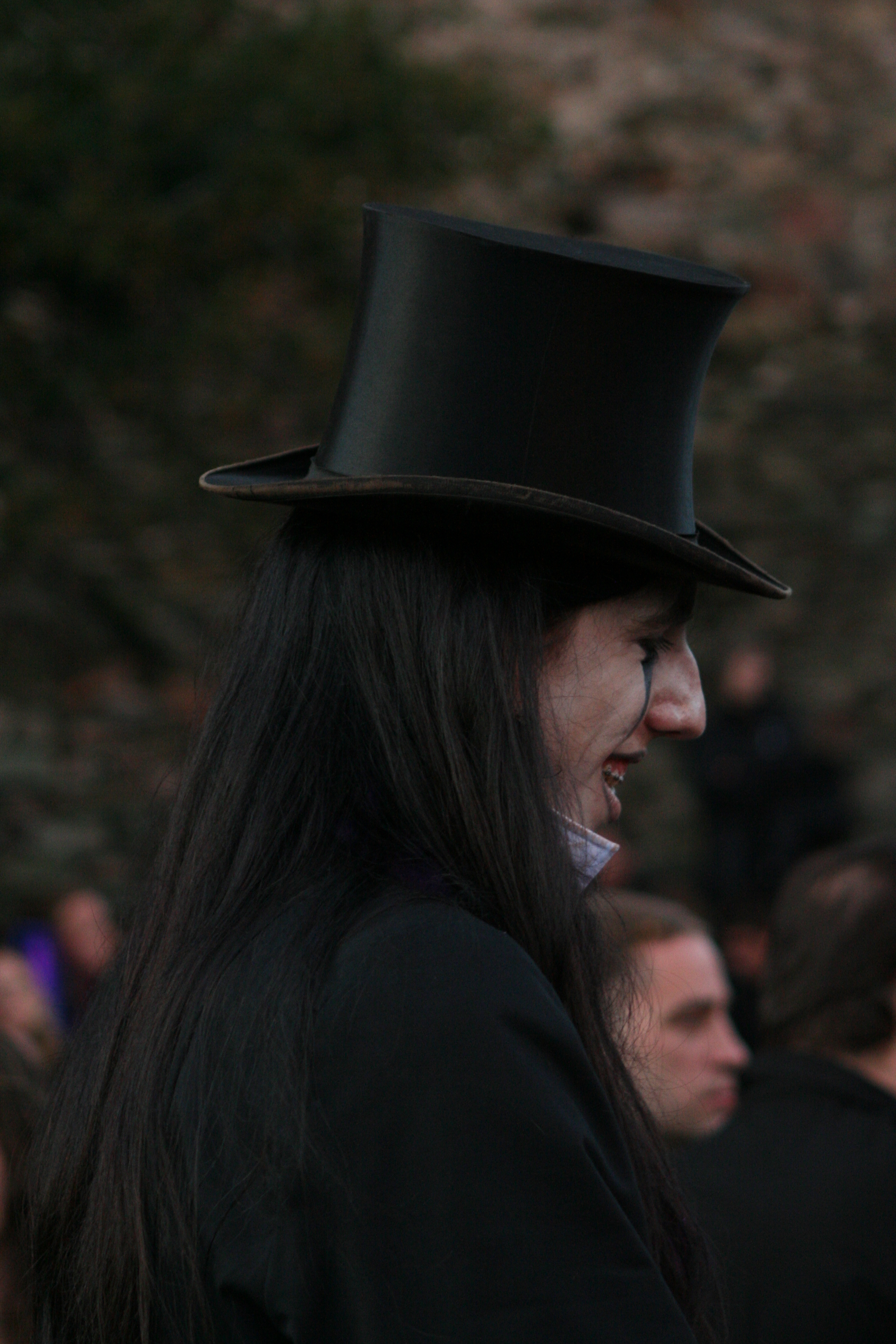
Snímek z roku 2007

Elegant Gothic Aristocrat je odnož aristokratické módy, kterou vytvořil a prosazuje japonský hudebník a módní návrhář Mana.
Styl je v podstatě bezpohlavní - resp. obě pohlaví se slévají, často bývají stejné modely jak pro muže, tak pro ženy. Barevně se styl omezuje na kombinace černé, bílé a tmavých barev, důraz se klade zejména na jednoduchost a eleganci.
Střihy jsou zpravidla jednoduché a přiléhavé, což je v rozporu se stylem EGL. Doplňky jako tetování a piercing, typické pro styl gothic, se s EGA příliš neslučují, nicméně těžký, tmavý make-up přijatelný je.
V západním světě se EGA často chybně používá jako synonymum pro celou aristokratickou módu; tento termín ovšem označuje jen Manovu módní tvorbu.
Své modely Mana nabízí ve vlastním obchodě  Moi-même-Moitié, kde EGA tvoří zhruba polovinu nabídky. Druhá polovina je ve stylu Elegant Gothic Lolita, EGL, který se od EGA poměrně dost odlišuje.
V ČR tento styl prosazují např. Alessandra a Johannes K. von Neukirchen.[zdroj⁠?!]